# غلين باترسون
غلين باترسون (بالإنجليزية: Glenn Patterson)‏ هو كاتب بريطاني، ولد في 1961.